# Distomo
Distomo (griechisch Δίστομο (n. sg.)) ist eine Kleinstadt in Böotien am Fuße des Parnass-Gebirges der Gemeinde Distomo-Arachova-Andikyra in der Region Mittelgriechenland. In der Nähe des Ortes befindet sich das Kloster Hosios Lukas aus byzantinischer Zeit.

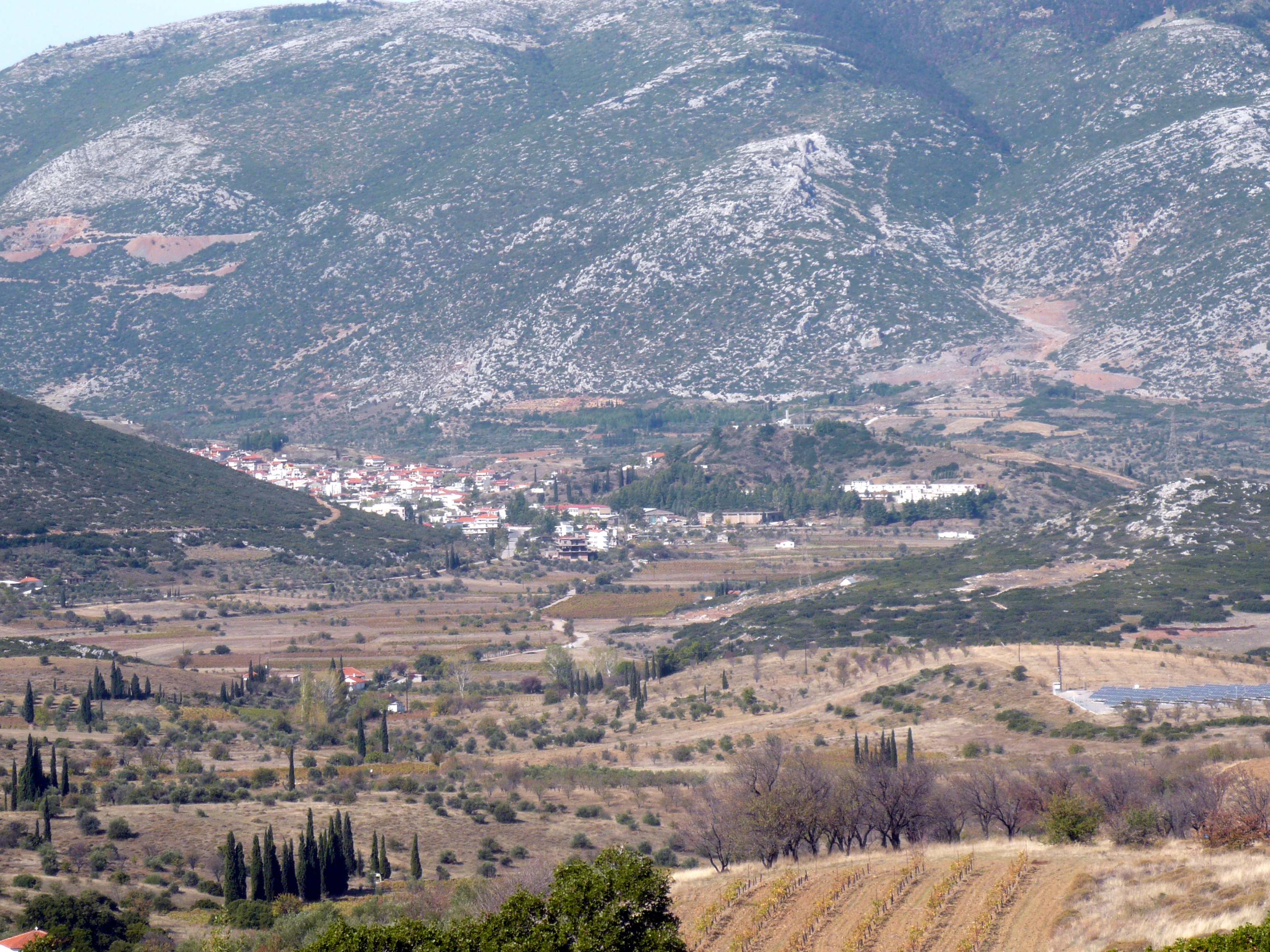
Distomo

Distomo war im Zweiten Weltkrieg Schauplatz des Massakers von Distomo. Am 10. Juni 1944 erschossen Angehörige eines Regimentes der 4. SS-Polizei-Panzergrenadier-Division sämtliche 218 im Dorf zurückgebliebenen Bewohner, darunter auch mehrere Kinder und Säuglinge. Heute erinnert eine Gedenkstätte an die Opfer. Alle Klagen auf Entschädigung wurden von deutschen Gerichten abgewiesen.
Bis 2010 bildete Distomo zusammen mit Paralia Distomou und Agios Nikolaos eine eigenständige Gemeinde. Seit der Verwaltungsreform hat die ehemalige Gemeinde den Status eines Gemeindebezirks in der neu geschaffenen Gemeinde Distomo-Arachova-Andikyra mit Distomo als Verwaltungssitz.

## Söhne und Töchter von Distomo
- Argyris Sfountouris (* 1940), griechisch-schweizerischer Physiker, Dichter und Entwicklungshelfer.